# The Blue Bird
The Blue Bird és una pel·lícula sovietico-estatunidenca dirigida per George Cukor, estrenada el 1976.

## Argument
Tyltyl i Mytyl són dos nens fusters molt pobres. Una fada ve a demanar-los ajuda per trobar l'ocell blau. Els nens descobriran el món diferent gràcies a un diamant.

## Repartiment
- Elizabeth Taylor: La mare/el bruixot/la llum/l'amor maternal
- Jane Fonda: Nuit
- Ava Gardner: Luxúria
- Cicely Tyson: Tylette, la gata
- Robert Morley: Pare Temps
- Harry Andrews: El Roure
- Todd Lookinland: Tyltyl
- Patsy Kensit: Mytyl
- Will Geer: Avi
- Mona Washbourne: Àvia
- George Cole: Tylo, el gos
- Gueorgui Vitsin: El Sucre
- Margarita Terekhova: Llet
- Oleg Popov: El pallasso
- Nadezhda Pavlova: L'ocell blau